# Carlo Luigi Buronzo del Signore
Carlo Luigi Buronzo del Signore (Vercelli, 23 ottobre 1731 – Vercelli, 23 ottobre 1806) è stato un arcivescovo cattolico italiano.

## Biografia

### I primi anni e gli studi eruditi
Carlo Luigi Buronzo del Signore nacque a Vercelli il 23 ottobre 1731, figlio del nobile Giuseppe e di Anna Teresa Berzetti. Il 26 giugno 1751, presso l'Università di Torino, divenne dottore in utroque iure, prendendo in seguito gli ordini sacri e venendo ordinato sacerdote il 6 ottobre 1754 nella cattedrale di Torino.
Fece ritorno a Vercelli per ricevere il canonicato presso la cattedrale locale (1 maggio 1760), ma sentendosi particolarmente portato per gli studi eruditi, decise di intraprendere dal 1764 un lungo viaggio in Francia, Fiandre e Olanda con l'intento di perfezionarsi nella paleografia latina: a Parigi ebbe la possibilità di entrare in contatto con i padri maurini, nonché con i membri dell'Académie des inscriptions et belles-lettres e con l'abate Jean-Jacques Barthélemy, direttore del gabinetto numismatico reale. Durante il viaggio di ritorno, passando per Ginevra, fece visita a Voltaire, al quale aveva già inviato una lettera di presentazione nella quale confessava il suo amore per le opere del filosofo francese. In Piemonte si dedicò alla poesia entrando nella colonia dell'Arcadia della Dora col nome di "Osiarco", pseudonimo con cui compose una serie di poesie giocose. Curò la prima edizione critica dell'Opera Omnia di Attone vescovo di Vercelli in due volumi.
A livello ecclesiastico, divenne quindi dapprima arcidiacono e poi vicario generale della diocesi di Vercelli per conto dell'arcivescovo di Torino nel 1779.
Promosso vescovo di Acqui il 20 settembre 1784 su proposta di re Vittorio Amedeo III, venne in seguito trasferito a Novara il 26 settembre 1791 (sempre per interessamento del sovrano). Da Novara in particolare ebbe modo di espellere nel 1793 il giansenista Paolo Lamberto D'Allègre (il quale sarà poi eletto vescovo di Pavia da Napoleone). Nel 1793 divenne Grande elemosiniere di Savoia e cappellano maggiore del Re di Sardegna, incarico che tenne fino al 1805.

### Arcivescovo di Torino
Il 10 marzo 1797 venne nominato amministratore apostolico dell'arcidiocesi di Torino da re Carlo Emanuele IV e il 24 luglio di quello stesso anno, ottenuto l'assenso pontificio, divenne arcivescovo della medesima sede.
Fu tra i più fervidi sostenitori di una politica antigiurisdizionalista in Piemonte, dopo la morte di Vittorio Amedeo III e di Ignazio Corte. Carlo Emanuele IV istituì infatti una giunta ecclesiastica con compiti teoricamente solo consultivi col fine di vigilare sulla disciplina degli ordini regolari, sugli studi e sulla qualità del clero, commissione che comprendeva diversi personaggi chiave della chiesa piemontese. Questa stessa commissione, stante la situazione di emergenza che a Roma aveva costretto papa Pio VI a fuggire, concesse il 14 agosto 1798 all'arcivescovo di Torino la gestione dei vescovi di terraferma del Regno di Sardegna. Tale prerogativa prevedeva che, in caso di vacanza di una sede vescovile, tale sede sarebbe stata concessa provvisoriamente ai vicari capitolari delle chiese metropolitane in amministrazione temporanea. Le facoltà del Buronzo comprendevano, tra le altre cose, le dispense matrimoniali, l'assoluzione da censure riservate di norma alla Santa Sede, la dispensa da irregolarità per gli ordini sacri, la concessione di benefici semplici, la facoltà di affittare i beni ecclesiastici per periodi superiori ai tre anni, la concessione del permesso ai regolari di rimanere fuori dal chiostro, la concessione di indulgenze plenarie in punto di morte, la facoltà di alienare e permutare i beni ecclesiastici.
Dopo l'occupazione del Piemonte da parte delle truppe napoleoniche, il 12 dicembre 1798, pubblicò una lettera pastorale nella quale si dimostrò invece favorevole a quella che egli definì la "grande nazione trionfatrice", non mancando comunque di ricordare ai parroci di ubbidire all'autorità costituita, a prescindere da qualsiasi essa fosse. Collaborò nuovamente con le autorità francesi per la riorganizzazione politica ed amministrativa del territorio piemontese nel 1799, sotto la direzione di Joseph-Mathurin Musset. Fu proprio su ispirazione di quest'ultimo che pubblicò in quell'anno una nuova lettera pastorale nella quale invitava alla moderazione e proclamava che il governo francese non potesse in alcun modo ritenersi "disdetto dall'Evangelio, contrario o sfavorevole alla religione".
Durante il viaggio di Pio VI verso la Francia, nell'aprile del 1799 ottenne di fare visita al papa per alcuni minuti, rimanendone profondamente colpito al punto da cambiare bandiera; preferì schierarsi comunque contro gli austro-russi guidati dal generale Suvorov, appoggiando invece sempre più l'azione del governo sabaudo e contribuendo per suo conto, secondo lo scrittore filo-francese Gaspare Morardo, a far arrestare molti ecclesiastici che avevano appoggiato il regime rivoluzionario. Nel giugno del 1800, col ritorno dei napoleonici, dovette fuggire da Torino, portandosi dapprima a Roma e poi a Napoli dove si trovava in esilio Carlo Emanuele IV, dal quale ricevette la conferma dell'incarico di grande elemosiniere del regno ed il collare dell'Ordine della Santissima Annunziata (gennaio 1801). Pio VII, venuto a conoscenza del suo operato in Piemonte, lo nominò il 2 novembre 1801 al ruolo di assistente al soglio pontificio.
Rientrato a Torino nel 1802, dovette subito recarsi in Francia per scongiurare la riduzione delle diocesi piemontesi, ma il governo francese decretò lo stesso la soppressione delle diocesi di Susa, Pinerolo, Fossano, Alba, Tortona, Bobbio, Casale, Biella e Aosta. Caduto ormai in disgrazia presso Napoleone per il suo comportamento ambivalente, il 24 aprile 1805 si recò a presentare omaggio all'imperatore francese di passaggio a Torino, ma venne rimproverato aspramente dal Bonaparte per la sua fedeltà alla casata Savoia. Stante questa situazione che lo rendeva personaggio inviso alle autorità statali e sentito il parere del papa, diede le dimissioni il 24 giugno 1805, ritirandosi a vivere nella sua città natale, ove morì il 23 ottobre 1806, giorno stesso del suo compleanno.

## Genealogia episcopale
La genealogia episcopale è:
- Cardinale Scipione Rebiba
- Cardinale Giulio Antonio Santori
- Cardinale Girolamo Bernerio, O.P.
- Arcivescovo Galeazzo Sanvitale
- Cardinale Ludovico Ludovisi
- Cardinale Luigi Caetani
- Cardinale Ulderico Carpegna
- Cardinale Paluzzo Paluzzi Altieri degli Albertoni
- Papa Benedetto XIII
- Papa Benedetto XIV
- Papa Clemente XIII
- Cardinale Marcantonio Colonna
- Cardinale Giacinto Sigismondo Gerdil, B.
- Arcivescovo Carlo Luigi Buronzo del Signore